# ザジ (歌手)
ザジ(仏: Zazie、本名はイザベル・マリー・アン、仏: Isabelle Marie Anne、1964年4月18日 - )は、フランス出身のファッションモデルであり女性歌手。芸名であるZazieはレーモン・クノーの小説地下鉄のザジから。全てのアルバムを自分でプロデュースしている。

## 来歴
1964年、フランスのブローニュ＝ビヤンクール出身。父親は建築家、母親は音楽の先生であり、幼い頃家ではクラシックが流れていた。
文学の学士号を取得した後理学療法の勉強をし、さらに語学(英語、スペイン語、日本語)の勉強をする、休みの日にシンセサイザーを弾くという生活をしていた。
その後、イヴ・サン・ローランやカール・ラガーフェルドのショーに出演し、1980年代のほとんどをモデルとして活動した後、1990年に音楽活動を開始。1991年に最初のレーベルであるPhonogramと契約した後、
1992年にアルバム『Je, Tu, Ils』でデビュー。
1995年、2枚目のアルバムである『Zen(禅)』をリリース。同アルバムの曲にはアフリカンドラムやアコーディオンなどの伝統楽器を用いた作品で、50万枚以上を売り上げた。
1997年6月にカジノ・ド・パリの舞台で、ベルギーの歌手Maurane、Catherine Lara、Michel Jonasz、Alain Souchon、Maxime Le Forestier、Francis Cabrelとともに6人でソル・エン・シー(仏：SolidaritéEnfants Sida)というグループを組みツアーを行う。
1998年、「Made in Love」をリリースし、フランスのグラミー賞とも呼ばれるヴィクトワール音楽賞で最優秀女性アーティスト賞を受賞。
2001年、アルバム『La Zizanie』がフランスとベルギーのチャートで1位を獲得。50万枚以上を売り上げ、2001年のArtist Music of Victory賞を受賞。
2004年、アルバム『Rodéo』がフランスとベルギーのチャートで2位を獲得。
2007年、アルバム『Totem』がフランスとベルギーのチャートで1位を獲得35万枚以上を売り上げた。
2010年、アルバム『Za7ie』には、昨年11月からのプロジェクトで発売曜日ごとにテーマをもたせたミニアルバム7枚の中に含まれる全49曲から14曲が収録され、フランスとベルギーのチャートで1位を獲得。
2012年自身のアルバムである1992年に発売された『Je, Tu, Ils』と1998年に発売された『Made In Love』をカップリングしたアルバム『Je, Tu, Ils / Made In Love』を発売。
2015年フランスのオーディション番組「The Voice」のシーズン4のコーチとなり、2016年のシーズン5では審査員を務めている。

## ディスコグラフィ

### シングル
| 年   | タイトル                    | 収録アルバム           |
| ---- | --------------------------- | ---------------------- |
| 1992 | Sucré, salé                 | Je, Tu, Ils            |
| 1992 | Je, tu, ils                 | Je, Tu, Ils            |
| 1992 | Un petit peu amoureux       | Je, Tu, Ils            |
| 1995 | "Larsen"                    | Zen                    |
| 1995 | Zen                         | Zen                    |
| 1996 | "n point c'est toi          | Zen                    |
| 1996 | Homme sweet homme           | Zen                    |
| 1997 | Les meilleurs ennemis       | Superflu               |
| 1998 | Tous des anges              | Made in Love           |
| 1998 | Ça fait mal et ca fait rien | Made in Love           |
| 1998 | Tout le monde               | Made in Love           |
| 1998 | Made in Love                | Made in Love           |
| 1998 | Chanson d'ami               | Made in Love           |
| 1999 | Cyber                       | Made in Live           |
| 2001 | À ma place                  | Personne n'est parfait |
| 2001 | Rue de la paix              | La Zizanie             |
| 2002 | Adam et Yves                | La Zizanie             |
| 2002 | Sur toi                     | La Zizanie             |
| 2003 | Danse avec les loops        | La Zizanie             |
| 2004 | Rodéo                       | Rodéo                  |
| 2004 | Toc, Toc, Toc               | Rodéo                  |
| 2004 | Excuse-moi                  | Rodéo                  |
| 2004 | Oui                         | Rodéo                  |
| 2007 | "Des rails"                 | Totem                  |
| 2007 | Je suis un homme            | Totem                  |
| 2007 | J'étais là"                 | Totem                  |
| 2008 | Flower power                | Totem                  |
| 2008 | FM Air                      | Zest of                |
| 2010 | Avant l'amour               | Za7ie                  |
| 2010 | Etre et avoir               | Za7ie                  |
| 2011 | Chanson d'amour             | Za7ie                  |
| 2011 | Me taire te plaire          | Jouer dehors           |
| 2013 | Les contraires              | Cyclo                  |
| 2013 | 20 ans                      | Cyclo                  |
| 2013 | Temps plus vieux            | Cyclo                  |
| 2015 | Discold                     | Encore Heureux         |
| 2015 | Pise                        | Encore Heureux         |

### アルバム
- Je, tu, ils(1992年)
- Zen(1995年)
- Made in Love(1998年)
- La Zizanie(2001年)
- Rodéo(2004年)
- Totem(2007年)
- Za7ie(2010年)
- Cyclo(2013年)
- Encore heureux(2015年)
- L'Intégrale(2016年)

### ベストアルバム
- Zest of(2008年)
- Les 50 plus belles chansons(2015年)
- L'intégraRe(2016年)

## ツアー
- Zazie est en ville(1996年)
- Le Tour des Anges(1998年 - 1999年)
- Zazie sème la Zizanie(2003年)
- Rodéo(2005年)
- Totem(2007年 - 2008年)
- Za7ie(2011年4月 - 2012年2月)
- Cyclo(2013年)
- L'Heureux(2016年)

## 受賞歴
- ヴィクトワール音楽賞（フランス語: Victoires de la musique） 最優秀女性アーティスト(1998年)[7][6]

## 私生活
2002年8月24日、ミュージシャンファビアン・カエン（フランス語: Fabien Cahen）との間にロラ(仏：Lola)を出産。妊娠のために同年のツアーをキャンセルし、出産後5か月でヨーロッパツアーに復帰。50回の公演を無事に終えている。2005年に離婚。